# Commission des relations de travail

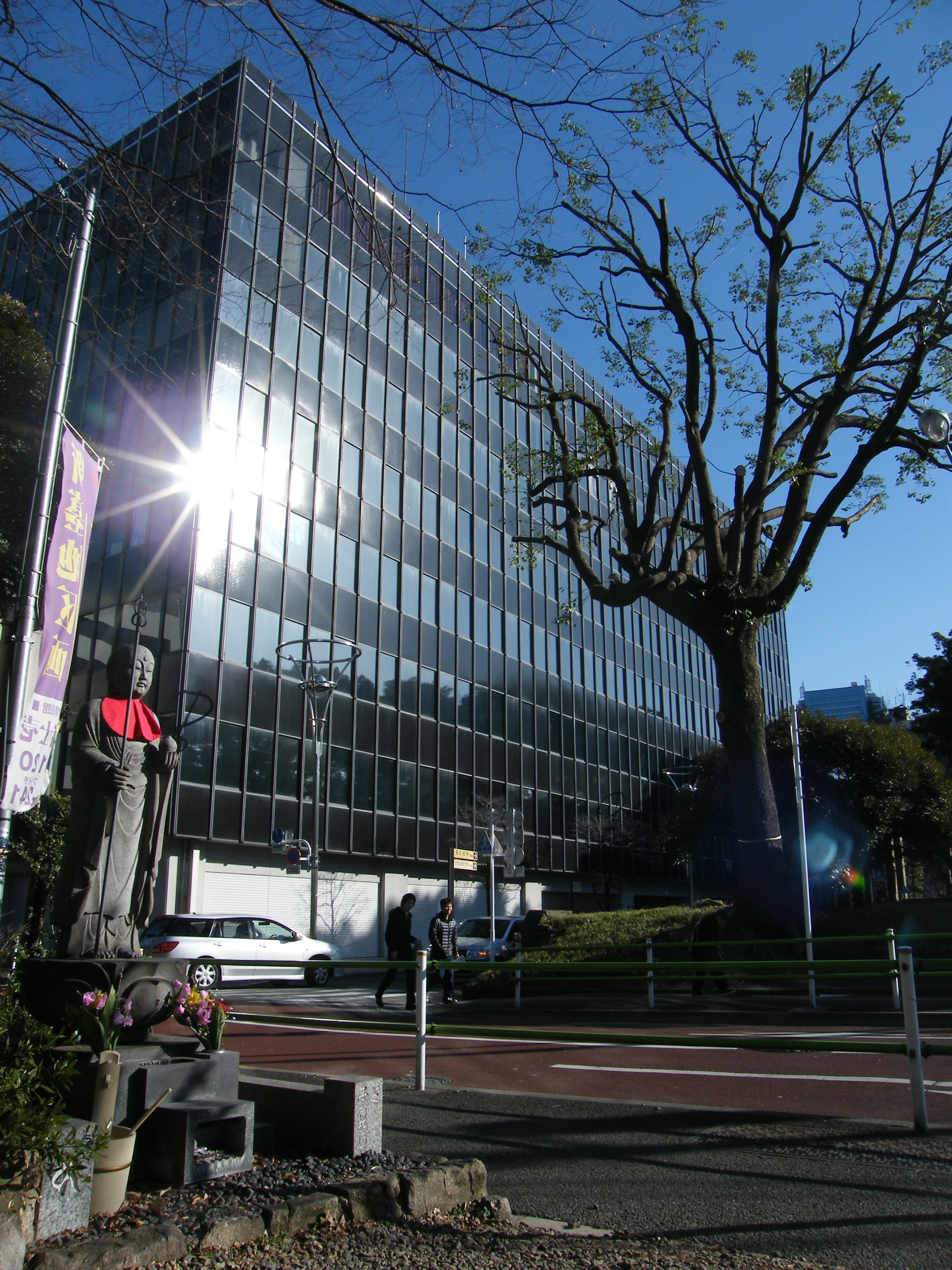
Commission centrale des relations de travail dans le parc de Shiba, Minato-Ku, Tokyo, Japon

Les commissions des relations de travail (労働委員会, Rōdō Iinkai) sont des commissions du gouvernement japonais chargées de protéger les droits légaux des travailleurs au Japon en vertu de la Constitution du Japon et de la loi sur les syndicats de 1949 (en).

## Commissaires
Les commissaires des commissions préfectorales des relations du travail sont nommés par le gouverneur des préfectures concernées, tandis que ceux de la commission centrale du travail sont nommés par le Premier ministre. Les numéros des commissaires sont répartis également entre les commissaires issus des syndicats, des employeurs et de l'intérêt public.